# يوسف نجم الدين بن سليمان
سيدنا يوسف نجم الدين بن سليمان (توفي في 23 حزيران 1567 م أو 16 ذي الحجة 974 هـ، في طيبة، باليمن) كان الداعي المطلق الرابع والعشرون للإسماعيليين الطيبيين. خلف محمد عز الدين الأول في المنصب الديني.

## العائلة
كان ينحدر من عائلة كبيرة تضم سبعة إخوة وشقيقة واحدة تدعى فاطمة بايصاحبة. وكان اسم والده سليمان واسم والدته نور بيبي صاحبة.

## الحياة
كانت مدينة سيدنا يوسف نجم الدين الأصلية هي سيدبور، في غوجارات، بالهند. كان واحدًا من العديد من الطلبة الأذكياء الذين ذهبوا إلى اليمن لدراسة التعاليم الإسلامية. في البداية درس سيدنا يوسف على يد سيدي حسن بن نوح. وسرعان ما لفت ذكاؤه الحاد وفضوله انتباه الداعي الثالث والعشرين، السيد محمد عز الدين ، الذي بدأ بعد ذلك شخصيًّا في تعليمه، وكان يُلقي عليه دروسًا خصوصية كل يوم. وعندما اكتمل تعليمه، عاد سيدنا يوسف إلى الهند. في عام 1536، قام سيدنا عز الدين بالنص على سيدنا يوسف نجم الدين عندما كان في سيدبور. أقام في سيدبور لمدة خمس سنوات، حيث بنى مسجدًا لا تزال مآذنه موجودة حتى يومنا هذا. وفي سيدبور، نشأ نزاع بين أتباعه وغيرهم من السكان المحليين، مما أدى إلى مقاطعة التجارة ضد أتباعه. وللتغلب على هذا، أمر سيدنا يوسف أتباعه بإنشاء سوق خاص بهم. أُنشئ أربعة وعشرين متجرًا، وحُفر بئر خصيصًا لأتباعه، الذين مُنعوا من استخدام البئر المحلي.
وبعد ذلك قرر السفر إلى اليمن، حيث كان الأعداء قد استولى على العديد من الحصون التابعة للدعوة في عهد أروين باشا، حاكم المنطقة تحت الحكم العثماني. استعاد سيدنا يوسف معظم الحصون التي كانت تابعة للدعاة السابقين. وقد تم نقل الكتب والأعمال اللاهوتية والأدبية الأخرى من عصر الدعاة السابقين إلى الهند.

## الدفن
كانت مدة ولايته كداعي 28 سنة و9 أشهر و23 يومًا. قبره يقع في طيبة باليمن. تم التعرف عليه من الداعي سيدنا محمد برهان الدين الثاني والخمسين خلال زيارته الأولى لليمن في عام 1961.

## الخلافة
أعطى سيدنا يوسف نجم الدين الخلافة لجلال شمس الدين بن حسن من أحمد آباد خلفًا له، فأصبح الداعي الخامس والعشرون.

## معرض الصور

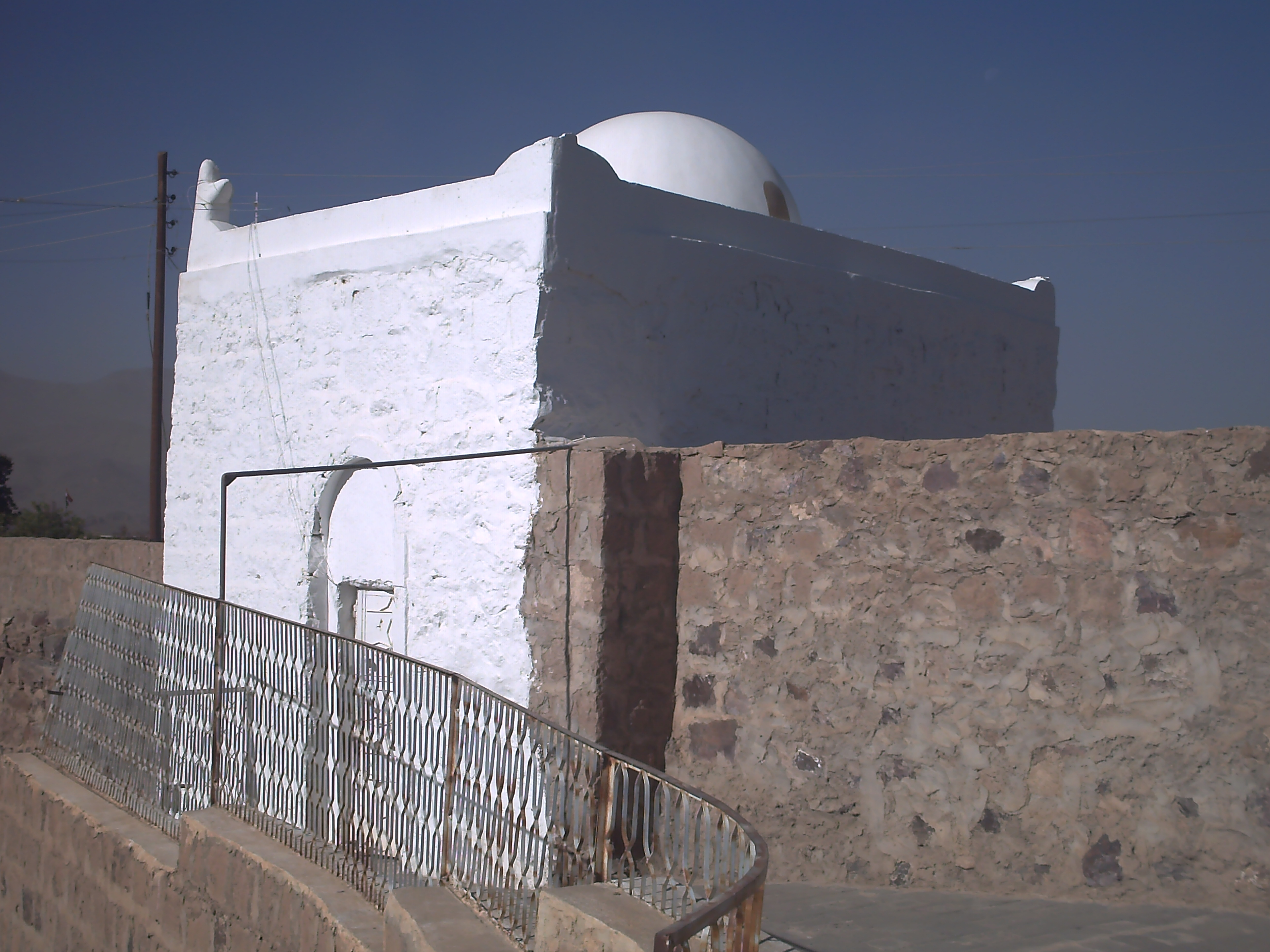
ضريح سيدنا يوسف نجم الدين، طيبة، اليمن
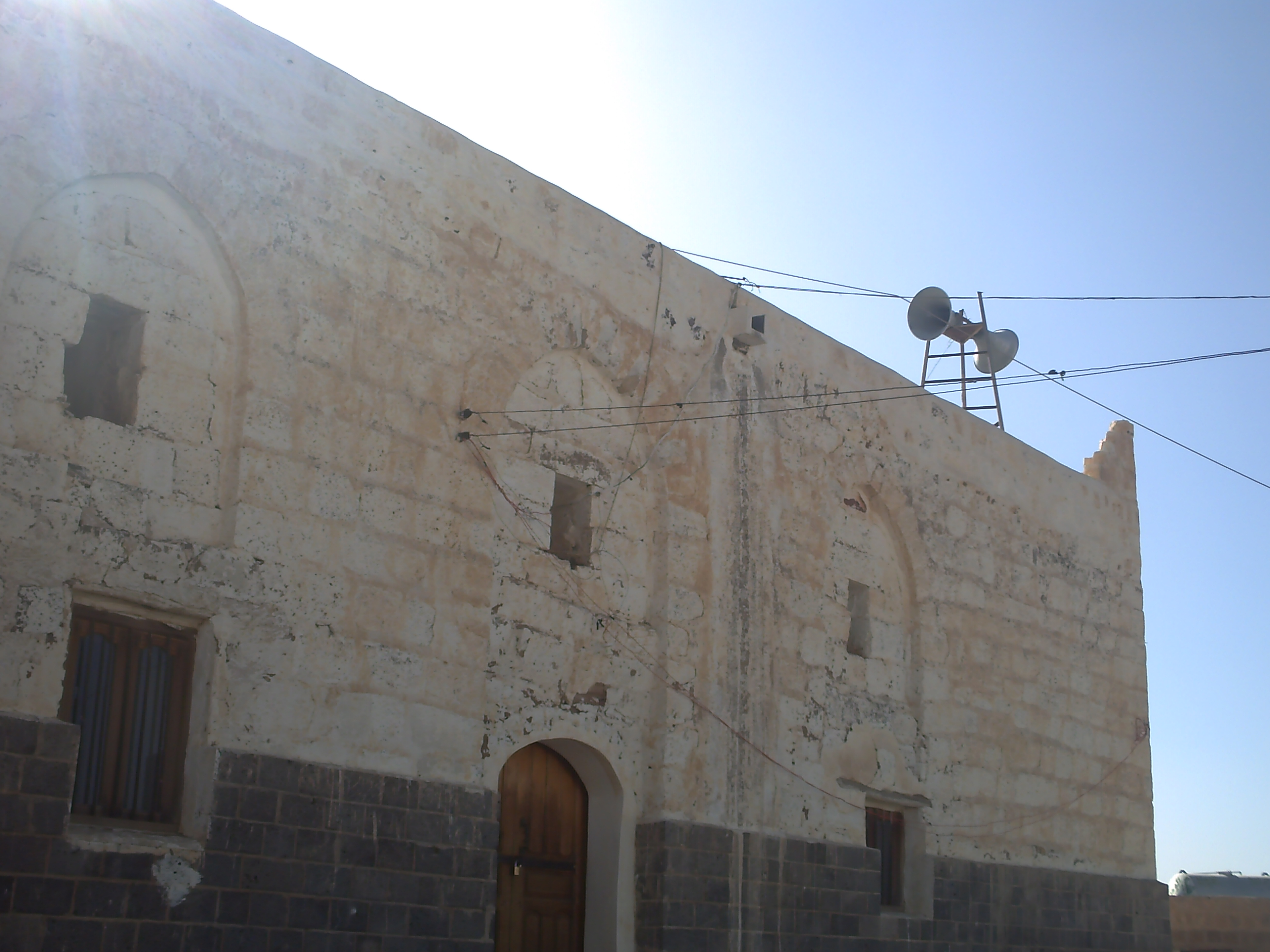
مسجد سيدنا يوسف نجم الدين في طيبة، اليمن
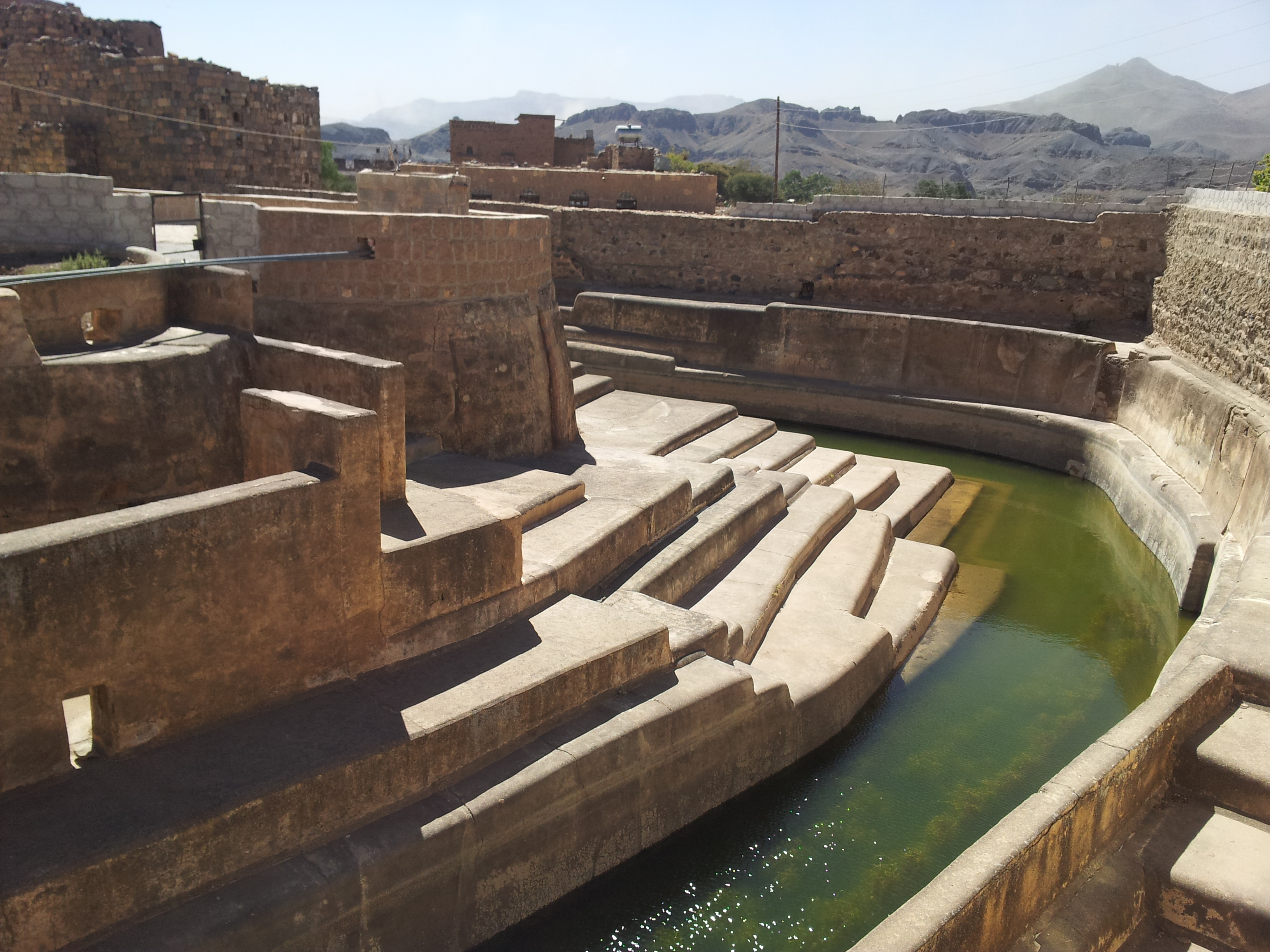
نظام المياه الذي بناه سيدنا يوسف
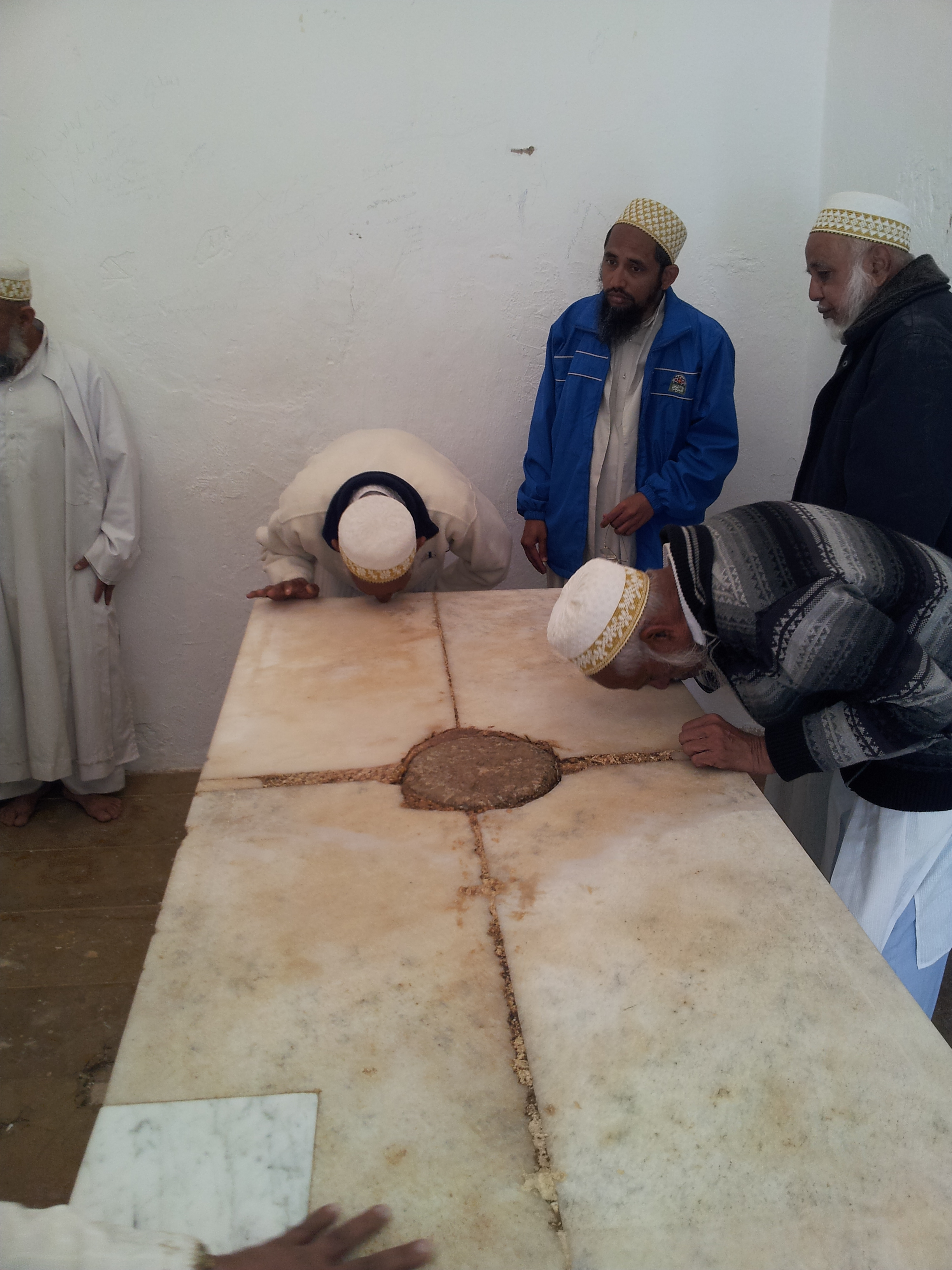
قبر سيدنا يوسف نجم الدين، طيبة، اليمن

## قراءة إضافية
- دفتري، فرهاد، الإسماعيليون، تاريخهم وعقيدتهم (فصل -الإسماعيلية المستعلية-ص 11). 300-310)
- ليثان، يونغ، الدين، التعلم والعلم
- باخاراش، جوزيف دبليو ميري، الحضارة الإسلامية في العصور الوسطى

| ألقاب شيعيَّة                                                                                              | ألقاب شيعيَّة                                                                   | ألقاب شيعيَّة                |
| --- | ----------------------------------------------------------------------------- | -------------------------- |
| يوسف نجم الدين بن سليمان الداعي المطلق توفي: 23 حزيران1567 م الموافق 16 ذو الحجة 974 هـ، في طيبة، باليمن |                                                                               |                            |
| سبقه محمد عز الدين الأول                                                                                 | الداعي المطلق الرابع والعشرون إلى الإسماعيلية الطيبية 946–974 هـ/ 1539–1567 م | تبعه جلال شمس الدين بن حسن |